# 陈湘粦
陈湘粦（1939年7月—2016年12月19日），男，广东省兴宁县人，中国鱼类学家，华南师范大学教授，对中国淡水鱼类（特别是鲤亚目和鯰科鱼类）分类和系统发育研究、水产养殖做出了重要贡献。